# Uddannelsessystem
Uddannelsessystemet er et samfunds formelle opbygning af undervisningstilbud. Disse tilbud foregår i uddannelsesinstitutioner, som enten er en del af den offentlige sektor eller selvejende institutioner, der er godkendt af offentlige myndigheder. Normalt er det også de offentlige myndigheder, der fastsætter love og regler for uddannelsesinstitutionernes virke.
Uddannelsessystemet inddeles normalt i tre niveauer: Grundskolen, ungdomsuddannelserne og de videregående uddannelser.
Afslutningen af et uddannelsesforløb sker normalt ved aflæggelse af en prøve. I Europa er der gennem Bolognaprocessen fastsat fælles regler for de deltagende landes gensidige anerkendelse af eksaminer.
I Danmark har især MVUerne, men også andre uddannelsesinstitutioner gennemløbet en privatiseringsproces i perioden efter 1985. Statslige institutioner, f.eks. seminarier er blevet selvejende med egen bestyrelse og principielt eget budget, som dog er bundet op på de studenterårsværk, staten beviliger. I 2007 blev MVU'erne fusionerede i professionshøjskolerne.
| Skole | Spire Denne artikel om en skole, en uddannelsesinstitution eller uddannelse er en spire som bør udbygges. Du er velkommen til at hjælpe Wikipedia ved at udvide den. |